# Cyprian Kamil Norwid

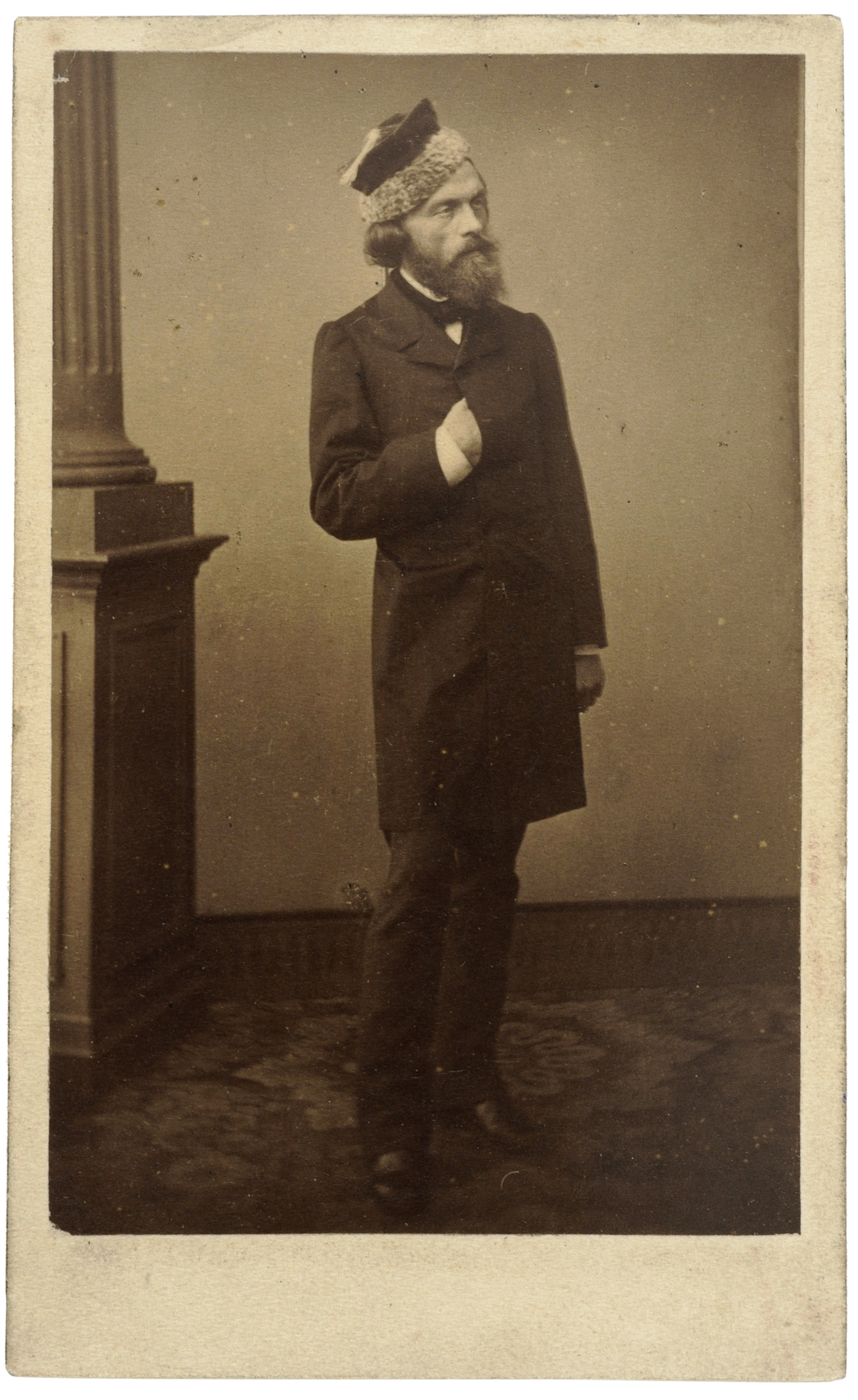
Cyprian Kamil Norwid (1861)

Cyprian Kamil Norwid (naroz. jako Cyprian Ksawery Gerard Walenty Norwid, 24. září 1821, Laskow – Gluchy u Radzymina – 23. května 1883, Paříž) byl polský básník a malíř období romantismu.

## Život
Vystudoval malířskou školu ve Varšavě. Patřil ke druhému pokolení romantických básníků, kteří začali tvořit až po listopadovém povstání. Jeho matka zemřela v roce 1825, otec o deset let později. V roce 1840 začal publikovat první básně ve varšavských časopisech. V uměleckých kruzích byl uznán jako nadějný autor, ale i malíř. V roce 1842 odcestoval do zahraničí, studoval malířství, sochařství a archeologii v Itálii, pak dějiny umění a filozofii v Berlíně.
V roce 1849 se usadil v Paříži, kde se stýkal s polskými básníky a filozofy, poznal Adama Mickiewicze (člen jeho legií), Krasińského, později Chopina a Słowackého. Žil v bídě, prožíval osobní zklamání, byl umělecky nepochopen. V roce 1852 odcestoval do Ameriky, tam se jeho situace ale nezměnila, dokonce mu na příjezd zpátky do Evropy musel půjčit jeho známý.
Zemřel v útulku pro chudé polské emigranty v Paříži na tuberkulózu. Pohřben je na hřbitově v Ivry, později byl přesunutý do hromadného hrobu na hřbitově 'Cimetière des Champeaux' v Montmorency. Symbolická urna s jeho pozůstatky byla umístěna 24. září 2001 na Wawelu.

## Dílo
- Promethidion. Rzecz w dwóch dialogach z epilogiem. (Promethidion, 1851) – význam umění a práce, poetický traktát o umění
- Wanda (Wanda, 1851) – drama
- Krakus. Książę nieznany (Krakus, 1851, 1861) – drama
- Pierścień Wielkiej Damy, czyli Ex-machina Durejko (1872) – společenská komedie
- Kleopatra i Cezar (ok. 1870, 1878) – antická tragédie
- Aktor. Komediodrama (Herec, 1867) – společenská komedie
- Bransoletka. Legenda dziewiętnastego wieku (Náramek, 1858) – próza
- Cywilizacja. Legenda (1861) – próza
- "Ad leones!" (1883) – novela
- Czarne kwiaty (Černé květy, 1856) – vzpomínky na rozhovory s lidmi krátce před jejich smrtí
- Białe kwiaty (1856) – teoretické důvody napsání Černých květů
- O sztuce dla Polaków (O umění pro Poláky, 1858)
- O Juliuszu Słowackim (1861)
- Wigilia (1848) – sbírka básní
- Jeszcze słowo (1848) – sbírka básní
- Pieśni społecznej cztery stron (Čtyři strany společenské písně, 1849) – sbírka básní
- Poezje (1963) – sbírka
- Niewola. Rapsod (Nesvoboda, 1849) – sbírka básní
- Fulminant. Rapsod (Fulminant, 1863) – sbírka básní
- Rzecz o wolności słowa (Úvahy o svobodě slova, 1869) – drama
- Vade-mecum (1858–1866) – sbírka básní, manifest, vydáno sto let po napsání
- Zwolon(1851) – drama
- Quidam. Przypowieść (1855–1857) – epické poema
- Noc tysiączna druga. Komedia (1850)
- Jeho urna se nachází v kryptě na Wawelu.Za kulisami
- Assunta (1870) – poema
- Stygmat (1883) – novela

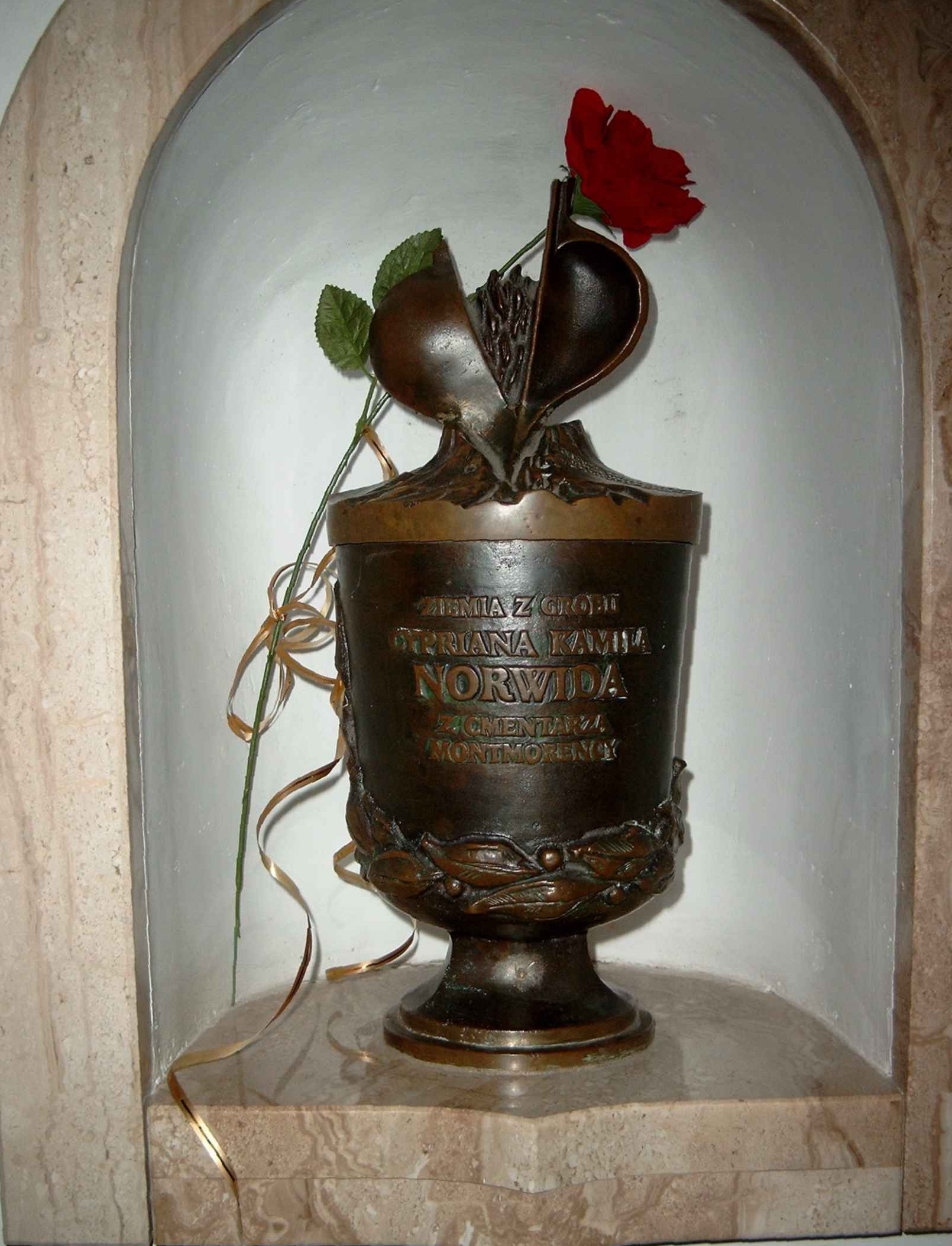
Jeho urna se nachází v kryptě na Wawelu.

- Bema pamięci żałobny rapsod (Žalobní rapsód památky Bema1851)

## Obrazy
Několik obrazů, do dneška se zachovaly čtyři
- Jutrznia – ve sbírce Muzeum Lubomirskich ve Wrocławiu
- Dialog zmarłych (1871) – lept, suchá jehla
- Pytania (1863) – lept

## Fotogalerie

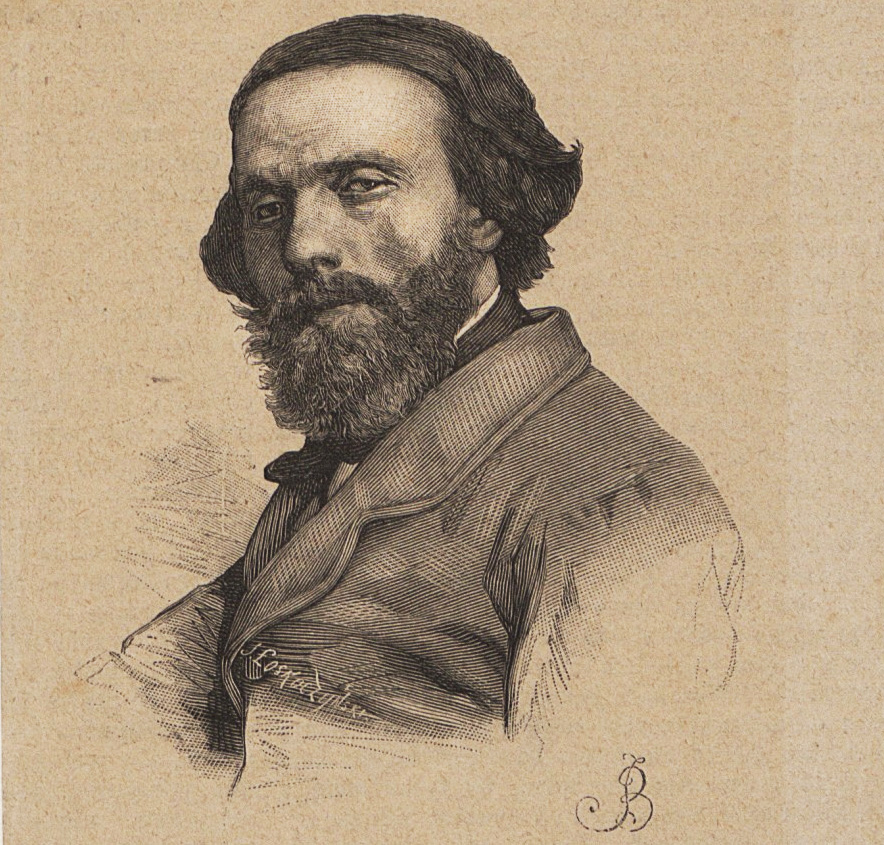
Cyprian Kamil Norwid
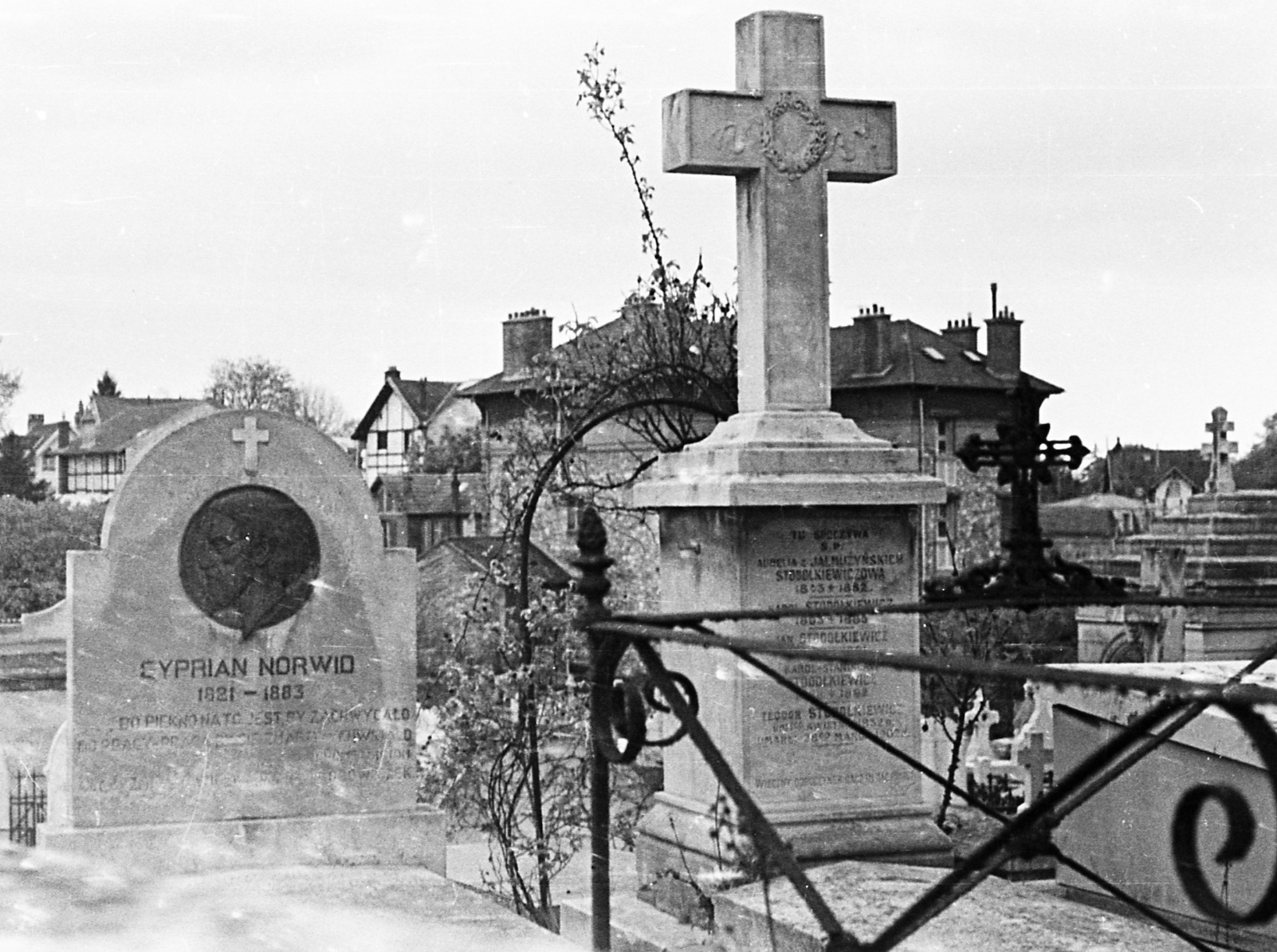
Jeho hrob ve Francii (Montmorency)
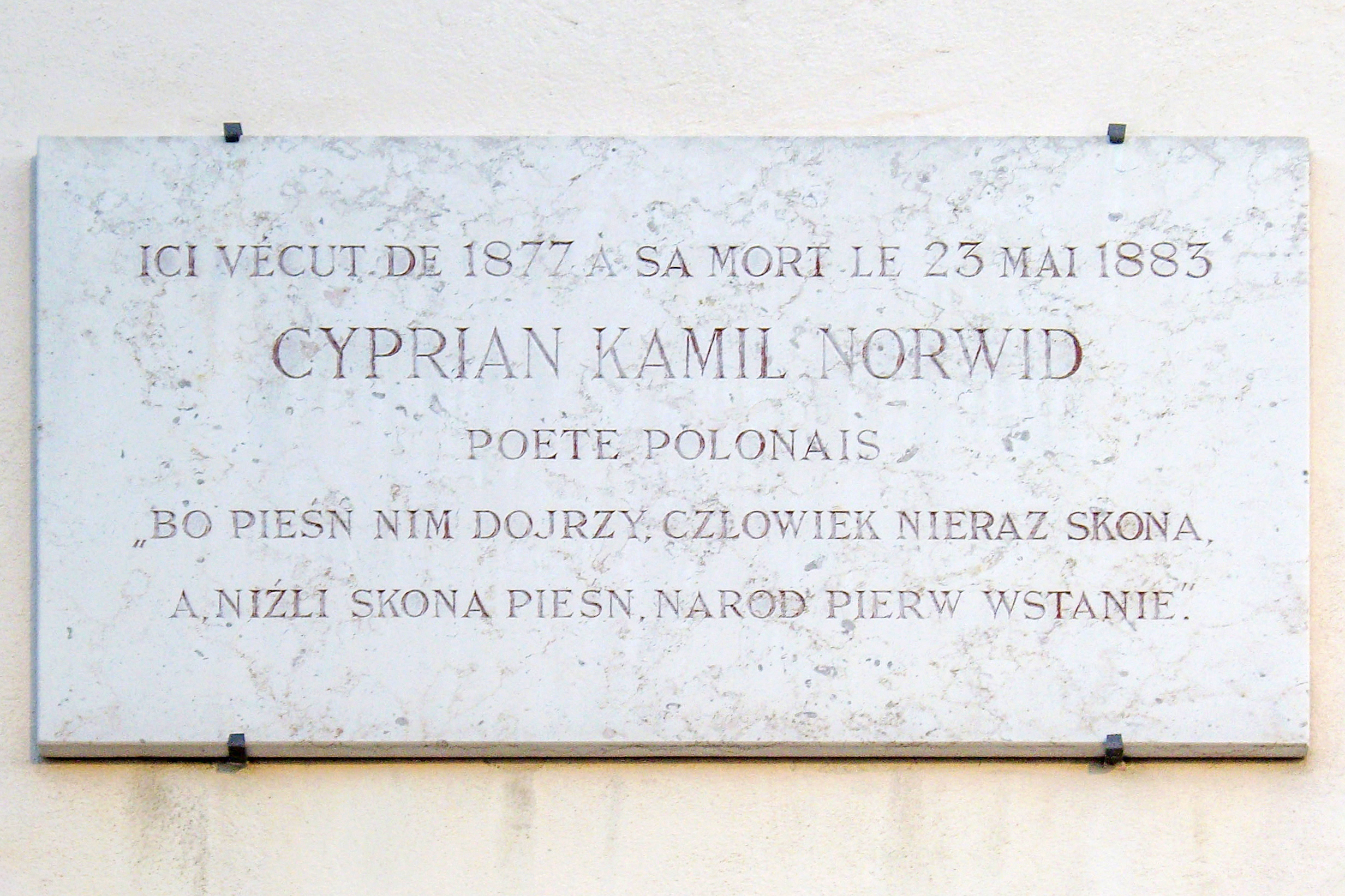
Pamětní deska v Paříži (119 rue du Chevaleret, Paris 13e)
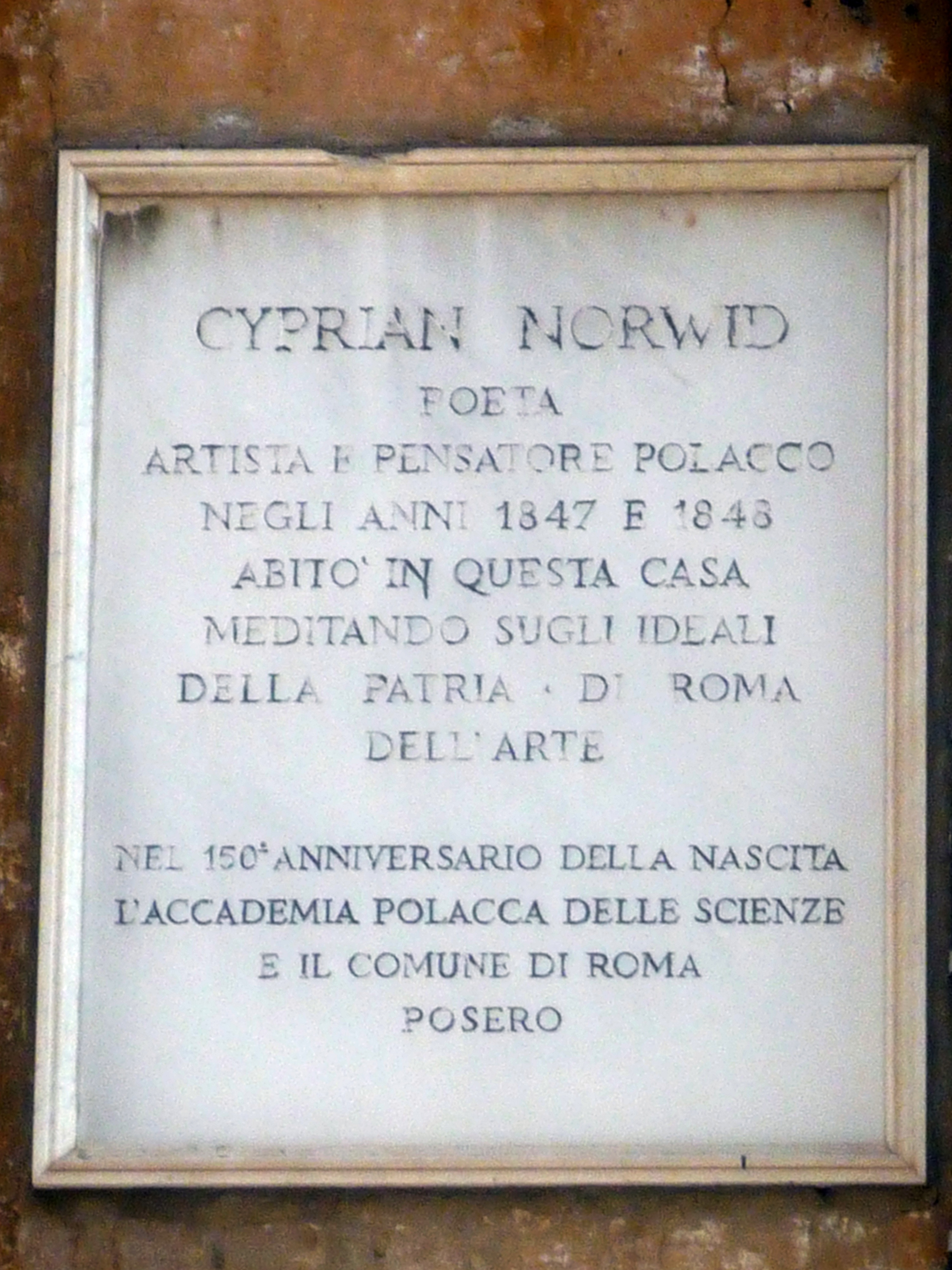
Pamětní deska v Římě (Itálie)
- Cyprian Kamil Norwid, dílo 'Promethidion'